# هوهنبولنتین
هوهنبولنتین (به آلمانی: Hohenbollentin) یک شهر در آلمان است که در Mecklenburgische Seenplatte District واقع شده‌است. هوهنبولنتین ۱۳۲ نفر جمعیت دارد.